# الشرطة في الولايات المتحدة

و افضلها المكتب الفدرالي

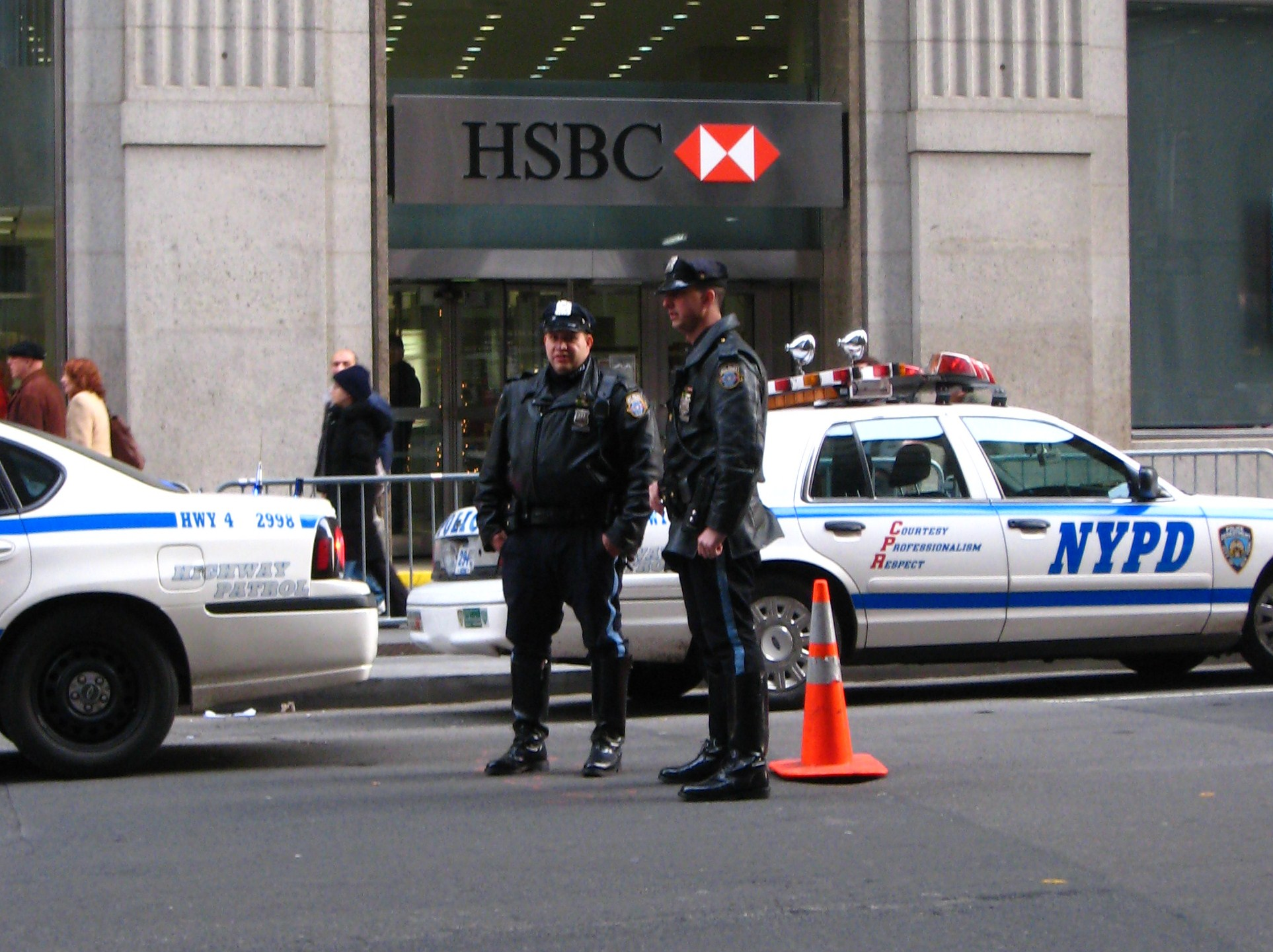

الشرطة في الولايات المتحدة، هي قوات فيدرالية، هناك عدد كبير من قوات الشرطة المتميزة وفقًا للمستوى الإقليمي (الفيدرالي، الولاية، المقاطعة أو البلدية) أو المجال (التحقيق، المخدرات، الحماية، المتفجرات، التدخل، النقل، الحدود). وهكذا نجد:
- على المستوى الفيدرالي ، وكالات إنفاذ القوانين، ووكالات الشرطة الفيدرالية، التي تعتمد على الحكومة الفيدرالية للولايات المتحدة، ولا سيما وزارة العدل ؛
- على مستوى الولايات الأمريكية، شرطة الولاية، تحت الحاكم أو المجلس التشريعي للولاية والمختصة في إقليم الولاية ؛
- على مستوى المقاطعة أو البلدية، فإن شرطة المقاطعة (تحت سلطة شريف، رئيس شرطة محلي، يتم انتخابه عادة) أو الشرطة البلدية (تحت سلطة رئيس البلدية)، مختصة في إقليم كل منها.

هناك أكثر من 18000 وكالة شرطة في الولايات المتحدة، بعد هيكل إداري معقد.

## المستوى المحلي
عندما يتعلق الأمر بالواجبات العامة لإنفاذ القانون مثل الحفاظ على الدوريات المنتظمة والرد على مكالمات الطوارئ ، فإن ضباط الشرطة النظاميين هم من يقومون بهذه المهام ، سواء كانوا يعملون في مدينة كبيرة أو بلدة صغيرة ، فإن هؤلاء الضباط يشاركون أيضًا في التحقيق في النشاط الإجرامي وتوجيه حركة المرور ومساعدة المواطنين المحتاجين بشكل عام ، من المرجح أن يتم تعيين ضباط الشرطة النظاميين في منطقة معينة من المجتمع وسوف يصبحون على دراية بهذه المنطقة ، حتى يتمكنوا من الشعور بأي شيء خارج عن المألوف وحل أي مشاكل.
التعليم المطلوب يتراوح من دبلوم المدرسة الثانوية إلى شهادة جامعية بالإضافة إلى ذلك من المرجح أن يحتاج الضباط إلى حضور أكاديمية تدريب معتمدة من الدولة واجتياز أي امتحانات تتطلبها الوكالة.

## أشخاص قتلوا على يد الشرطة الامريكية
في عام 2015 ، قُتل أكثر من 1110 شخصًا على أيدي الشرطة في الولايات المتحدة ، لكن أكثر من نصف هذه الوفيات لم يتم تسجيلها بشكل صحيح من قبل السلطات.

## معرض الصور
|  |  |  |

|  |  |  |

|  |